# Pietro Ravecca
Pietro Ravecca (Brugnato, 23 maggio 1945 – La Spezia, 31 luglio 2015) è stato uno scultore italiano.
Pietro Luigi Ravecca compie dapprima studi di Economia all’Università di Pisa e poi frequenta anche l'Accademia di belle arti di Carrara conseguendovi il diploma.

Si dedica alla scultura in tutte le sue espressioni del marmo, della terracotta e del bronzo nella tecnica a cera persa.
Artista d'intensa ispirazione cristiana, ha avuto studio sia in Brugnato, suo paese natale, sia a La Spezia dove realizza lavori per molti monumenti pubblici soprattutto in varie località liguri.

## Opere

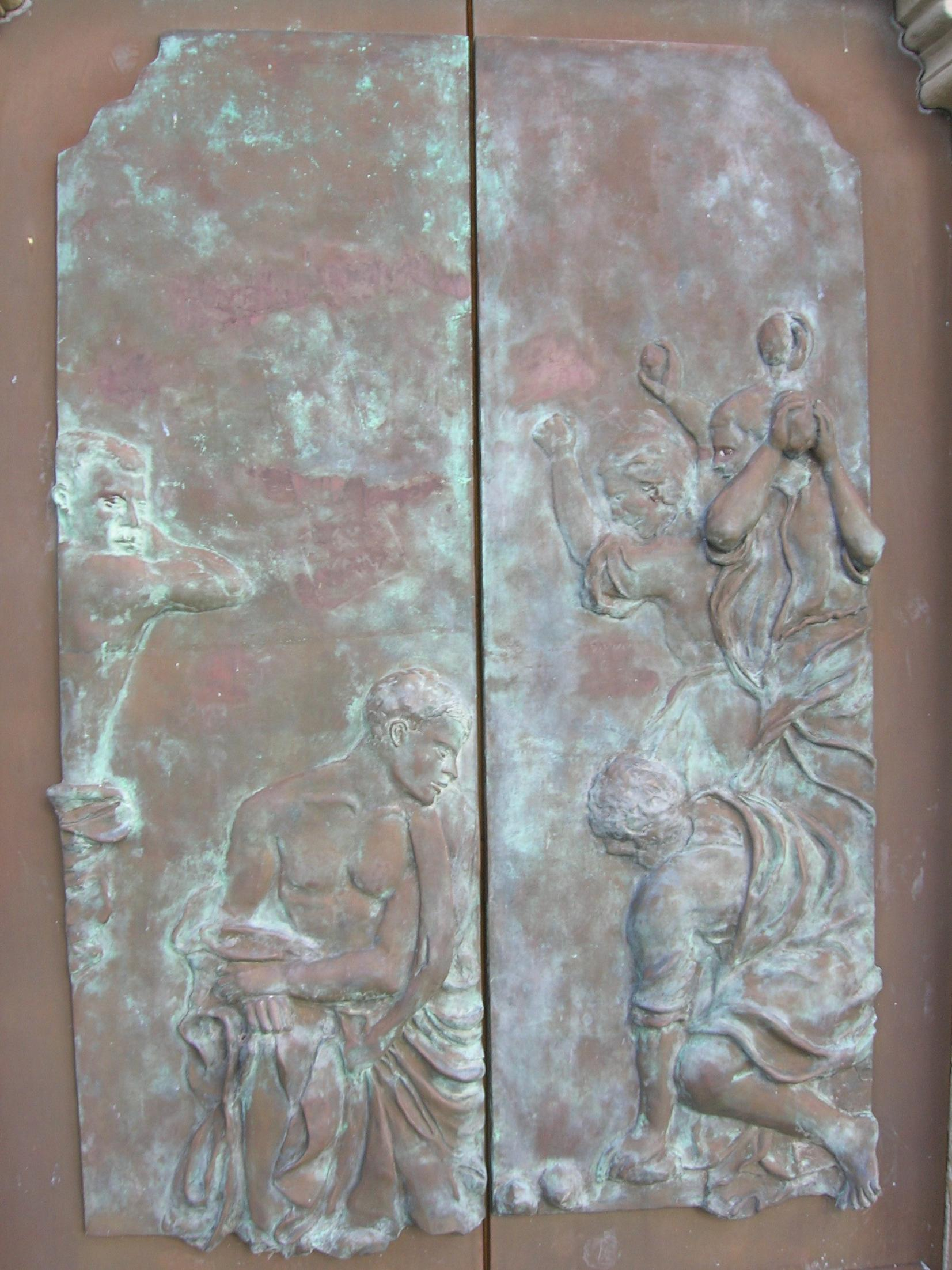
Il martirio di S.Stefano
bronzo
Portale della Pieve di Marinasco (SP)

- Monumento ai Caduti, bronzo, Varese Ligure
- Monumento ad Aldo Moro, bronzo, Brugnato
- Cristo, terracotta, Episcopio di Brescia
- Via Crucis, bronzo, S.Olcese, Genova
- Via Crucis, terracotta, Amapà, Brasile
- Monumento ai Caduti della Guardia di Finanza, La Spezia
- Monumento al Carabiniere, Arsenale Militare Marittimo, La Spezia
- Martirio di S.Stefano, 1984, bassorilievo in bronzo, Chiesa di Marinasco
- Presepio dei delfini, 2002, bronzo, Sestri Levante
- Ritratto di don Andrea Gallo, 2014, legno e gesso, comunità di S.Benedetto al Porto, Genova
- Portale della chiesa di Beverone, bassorilievi in bronzo
- Tomba Guerrera, bronzo, Cimitero dei Boschetti, La Spezia
- Bassorilievo Viviani, bronzo, Comune di Levanto
- S.Clotilde, gesso patinato, Argentina
- Cristo, legno, Do Jarì, Brasile
- Dante firma la pace di Sarzana, bassorilievo in gesso patinato, Auser, Sarzana